# Atrococcus indigens
Atrococcus indigens är en insektsart som först beskrevs av Borchsenius 1949.  Atrococcus indigens ingår i släktet Atrococcus och familjen ullsköldlöss. Inga underarter finns listade i Catalogue of Life.